# شارلوت دسپارد
شارلوت دسپارد (انگلیسی: Charlotte Despard; ۱۵ ژوئن ۱۸۴۴ – ۱۰ نوامبر ۱۹۳۹) رمان‌نویس، کنشگر شین فین، و فعال حق رأی بریتانیایی-ایرلندی بود. او یکی از اعضای بنیان‌گذار اتحادیه آزادی زنان، جنبش صلح زنان و «اتحادیه حق رأی زنان ایرلند» بود و در طول زندگی خود در طیف گسترده‌ای از سازمان‌های سیاسی فعالیت داشت، از جمله: اتحادیه سیاسی اجتماعی زنان، اتحادیه انسان‌دوستی، حزب کارگر بریتانیا، کومان نا مان (سازمان شبه‌نظامی آزادی‌بخش ایرلند) و حزب کمونیست بریتانیای کبیر.
دسپارد چهار بار به خاطر فعالیت‌هایش برای حق رأی زنان دستگیر و زندانی شد،
و تا نود و پنج سالگی‌اش برای استیفای حقوق زنان، بهبود وضع قشرهای کم‌توانمند و صلح جهانی مبارزه می‌کرد.

## زندگانی‌نامه
شارلوت فرنچ در ۱۵ ژوئن ۱۸۴۴ در ادینبرو متولد شد و دوران کودکی خود را در ادینبرو و کمبل‌تاون در اسکاتلند گذراند، و از حدود سال ۱۸۵۰ در ریپل، کنت در انگلستان زندگی کرد. پدرش، جان تریسی ویلیام فرنچ، کاپیتان ایرلندی نیروی دریایی پادشاهی بریتانیا بود که در سال ۱۸۵۵ درگذشت و مادرش، مارگارت فرنچ دچار بیماری روانی بود و در سال ۱۸۶۵ فوت کرد.
در سال ۱۸۷۰، هم‌زمان با آغاز جنگ فرانسه و پروس شارلوت با تاجر بریتانیایی، ماکسیمیلیان کاردن دسپارد، ازدواج کرد و همراه او به کشورهای آسیایی، از جمله هند سفر نمود. ماکسیمیلیان در سال ۱۸۹۰ در جریان سفر دریای درگذشت؛ آن‌ها فرزندی نداشتند و دِسپارد تا پایان عمر عمدتاً لباس سیاه می‌پوشید.

## داستان‌نویسی
نخستین رمان دسپارد با عنوان پاک همچون یخ، خالص همچون برف در سال ۱۸۷۴ منتشر شد. در شانزده سال بعد، دسپارد ده رمان نوشت که سه‌تای آن‌ها هرگز منتشر نشدند. رمان تبعیدشده: رمانی دربارهٔ مسئله حق رأی زنان را با همکاری دوستش، میبل کالینز، نوشت و در سال ۱۹۰۸ منتشر کرد.

## سیاست
دِسپارد دوست صمیمی النور مارکس (جوان‌ترین دختر کارل مارکس) بود و به‌عنوان نماینده‌ای از بریتانیا در بین‌الملل دوم حضور یافت. او کارزاری علیه جنگ بوئر دوم راه انداخت و از آن به‌عنوان «جنگی پلید از سوی این دولت سرمایه‌داری» یاد کرد. همچنین در جریان جنگ جهانی اول در سراسر بریتانیا به سخنرانی علیه استفاده از نظام وظیفه پرداخت و سازمان صلح‌طلب به نام «جنبش صلح زنان» را برای مبارزه با جنگ‌طلبی تأسیس کرد. تعهد دسپارد به رفاه اجتماعی او را به همکاری با گروه‌های مختلف، از جمله اتحادیه آزادی زنان (WFL) که در سال ۱۹۰۷ تأسیس کرد، کشاند. او همچنین برای فعالیت‌های رادیکال خود در جنبش حق رأی زنان معروف بود و به‌دلیل فعالیت‌هایش چندین بار زندانی شد. او به شدت مخالف جنگ بوئر و نظام وظیفه در طول جنگ جهانی اول بود و «جنبش صلح زنان» را برای ترویج صلح‌طلبی تأسیس کرد.
فعالیت سیاسی دسپارد فراتر از مساعی‌اش در بریتانیا بود. در سال ۱۹۰۸، او از رهبران «اتحادیه حق رأی زنان ایرلند» بود و از جنگ استقلال ایرلند حمایت می‌کرد و «اتحادیه دفاع از زندانیان زن» را سازماندهی نمود. بعدها به حزب کمونیست بریتانیای کبیر پیوست و در سال ۱۹۳۰ به اتحاد جماهیر شوروی سفر کرد. علی‌رغم مشکلات شخصی و تخریب خانه‌اش توسط گروه‌های ضدکمونیست، دسپارد تا سال‌های آخر عمرش به فعالیت‌های سیاسی خود ادامه داد و علیه فاشیسم سخنرانی کرد. او در سال ۱۹۳۹ در سن ۹۵ سالگی درگذشت.
نام او در لندن بر روی چندین خیابان و یک بار گزارده شده است.